# Cucuruzeni, Orhei
Cucuruzeni este satul de reședință al comunei cu același nume  din raionul Orhei, Republica Moldova.
Lângă sat, pe malul drept al râului Cogâlnic, este amplasat izvorul din satul Cucuruzeni, o arie protejată din categoria monumentelor naturii de tip hidrologic.

## Galerie de imagini

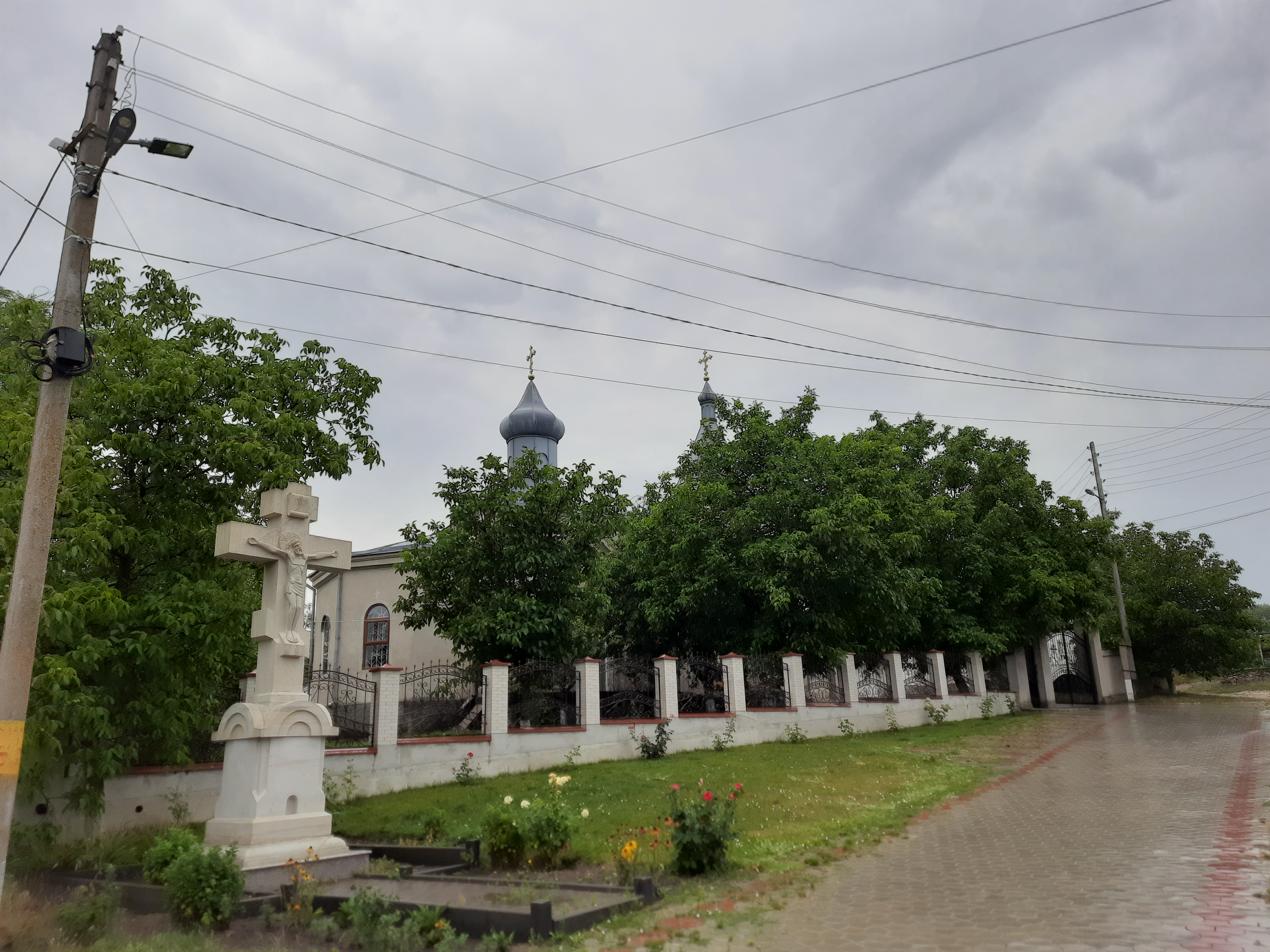
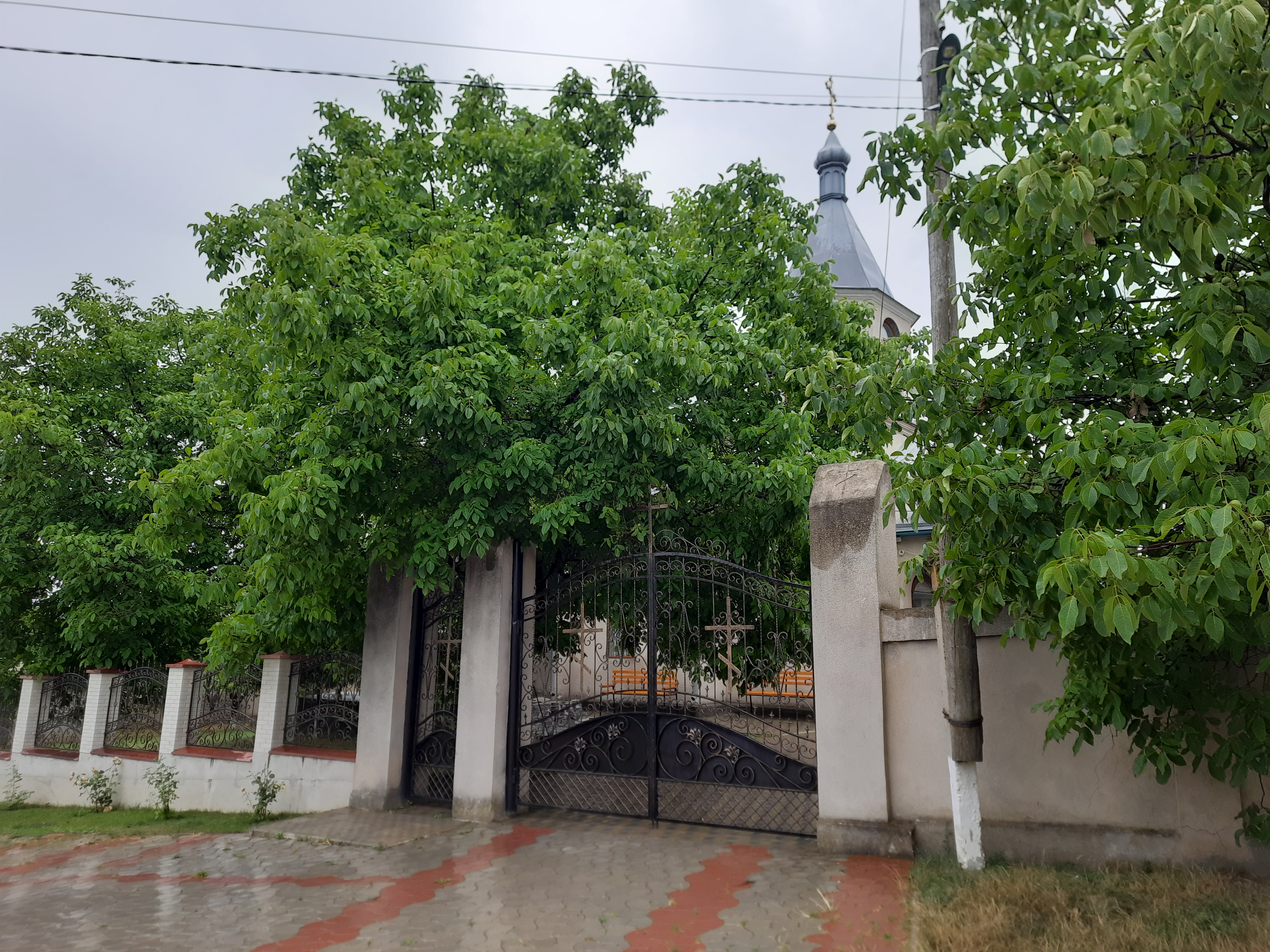
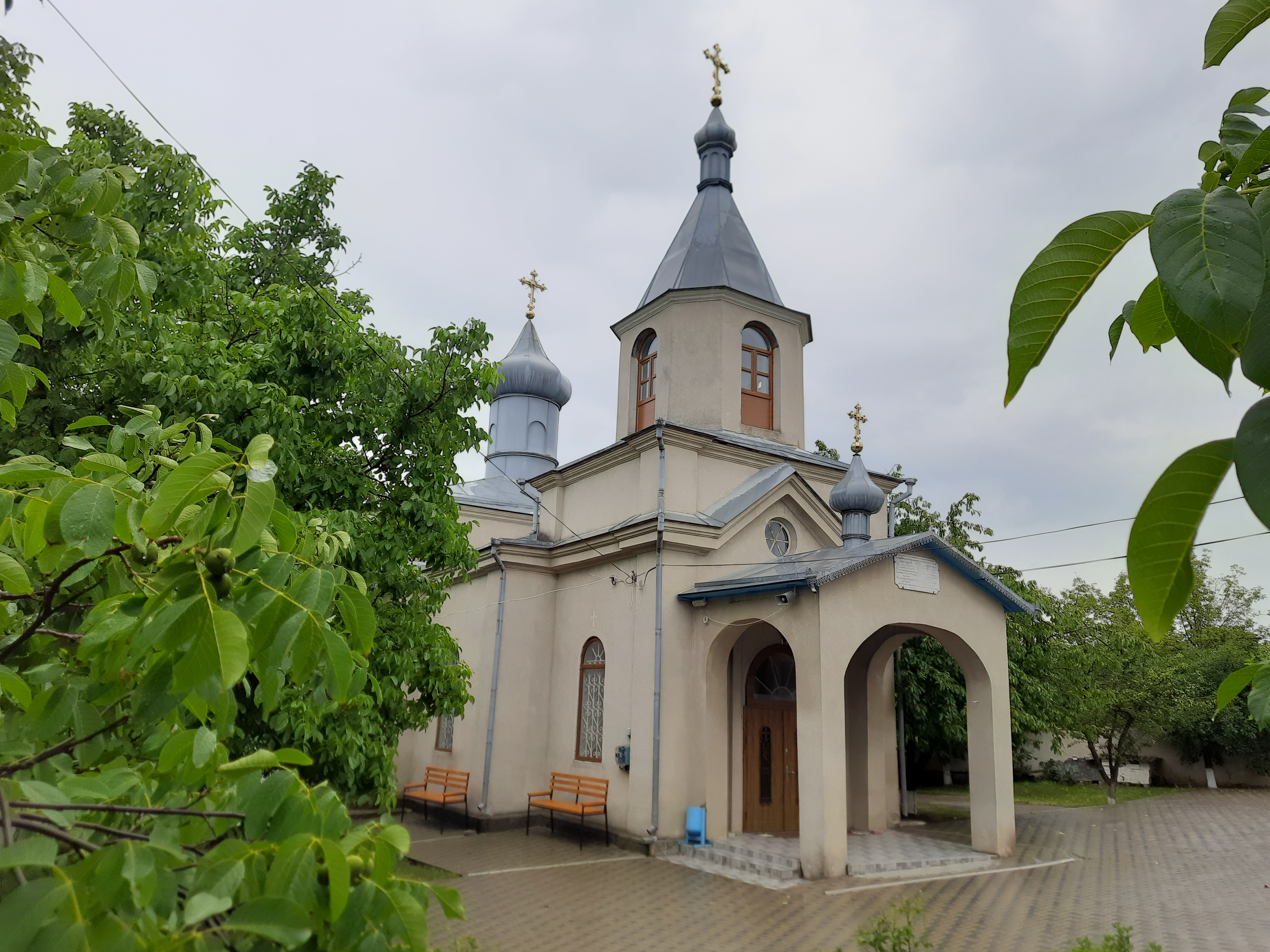
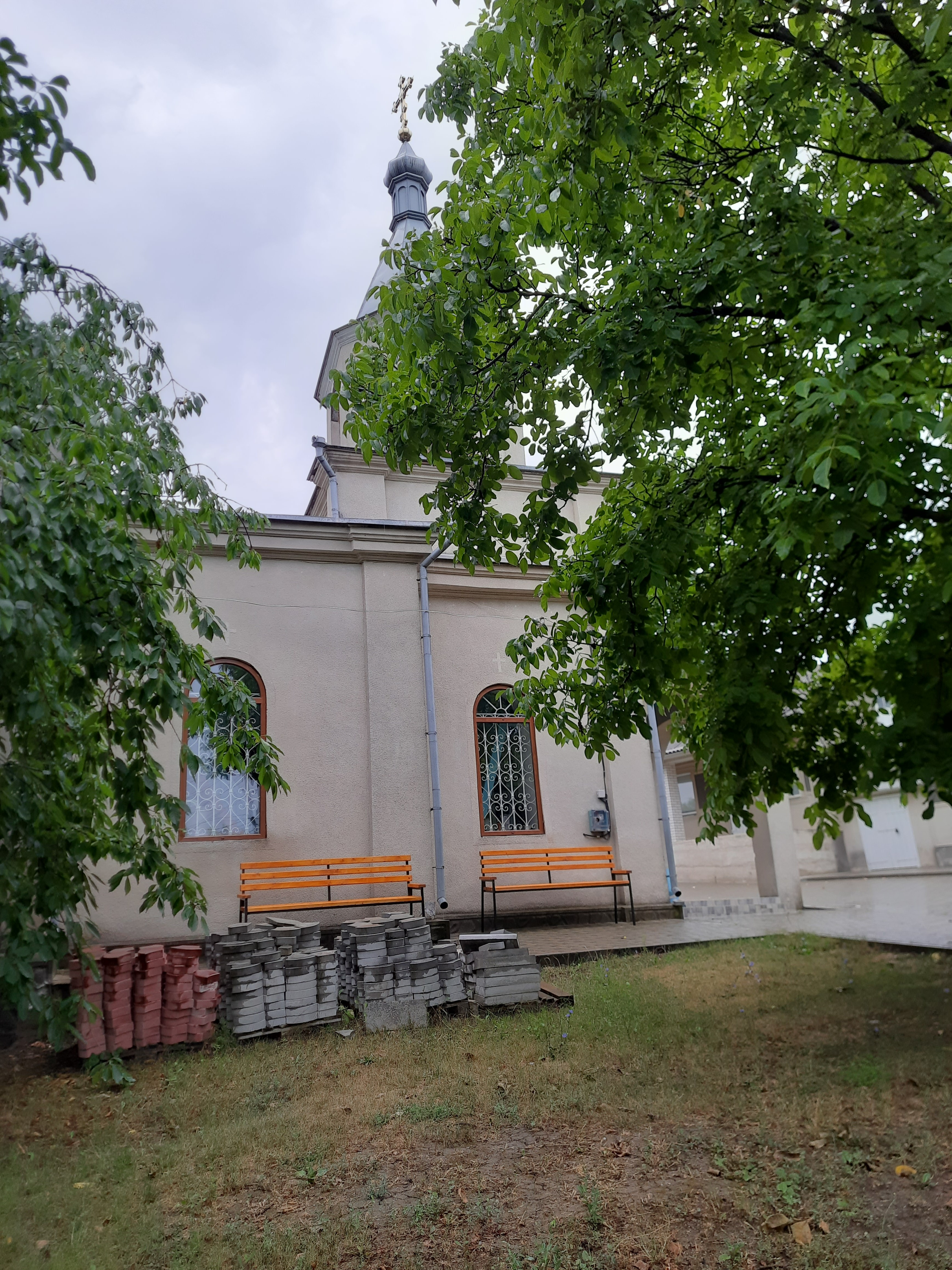

Biserica „Buna Vestire” din localitate, monument ocrotit de stat.
Alte locuri

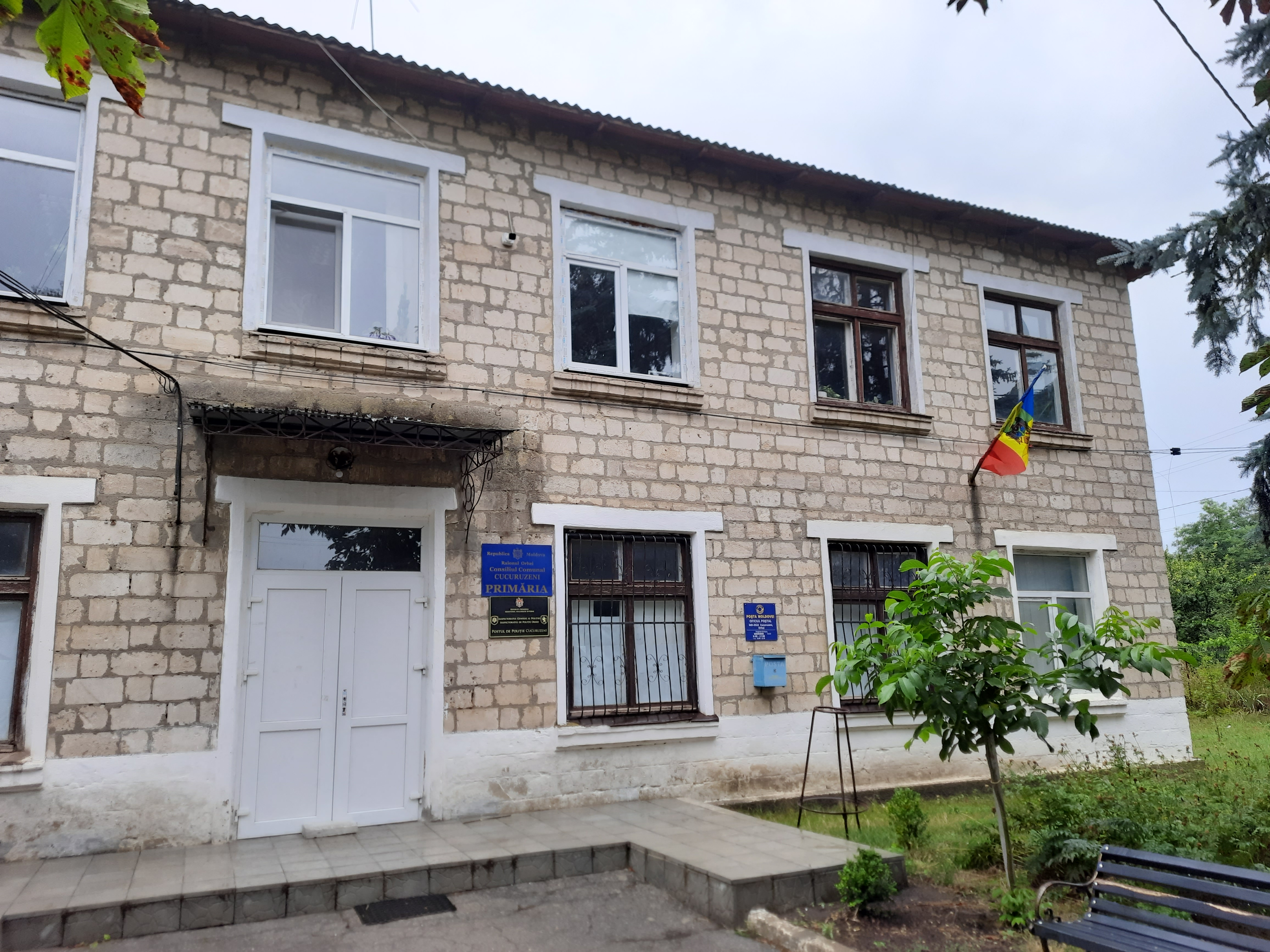
Primăria
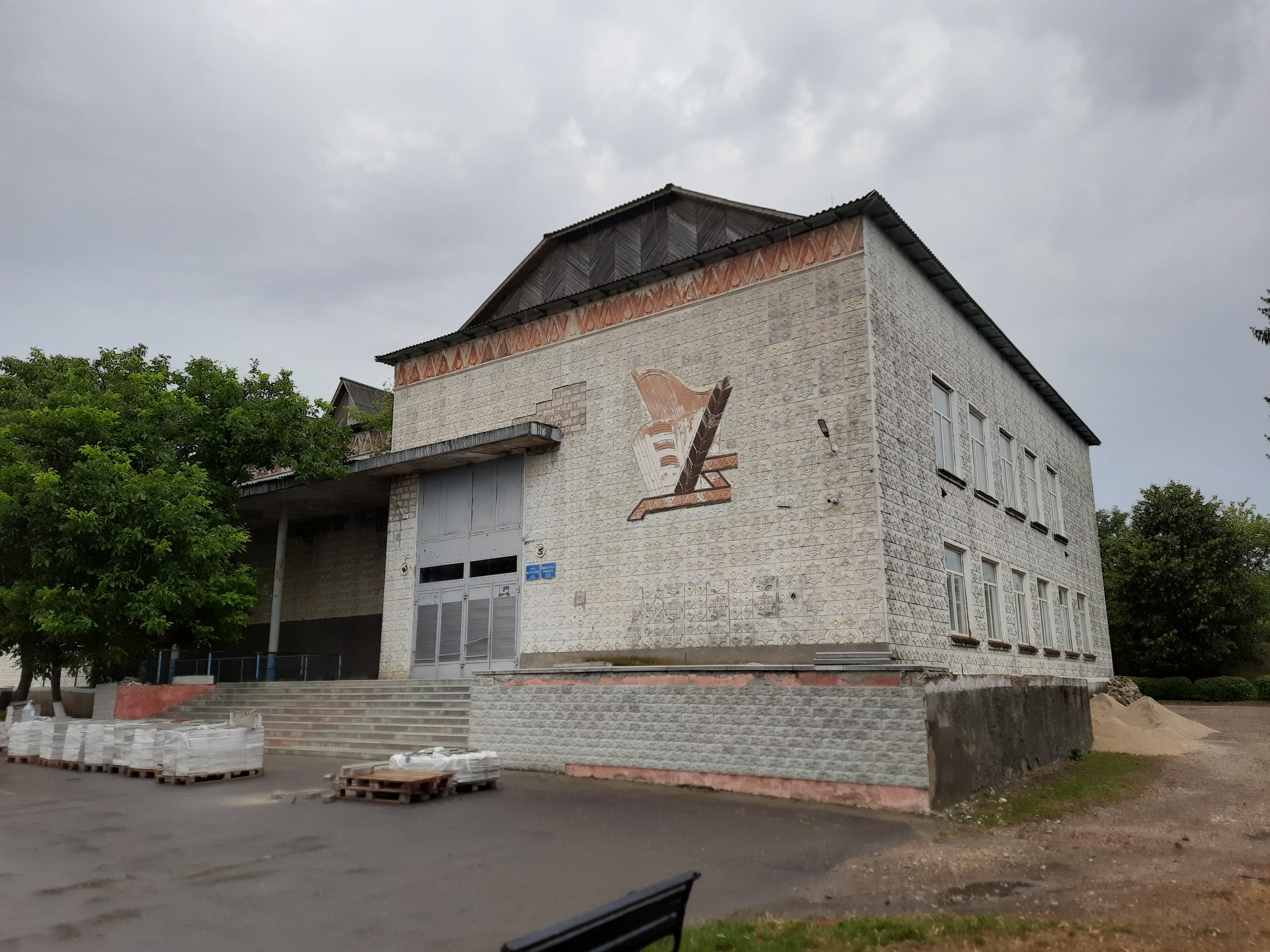
Casa de cultură
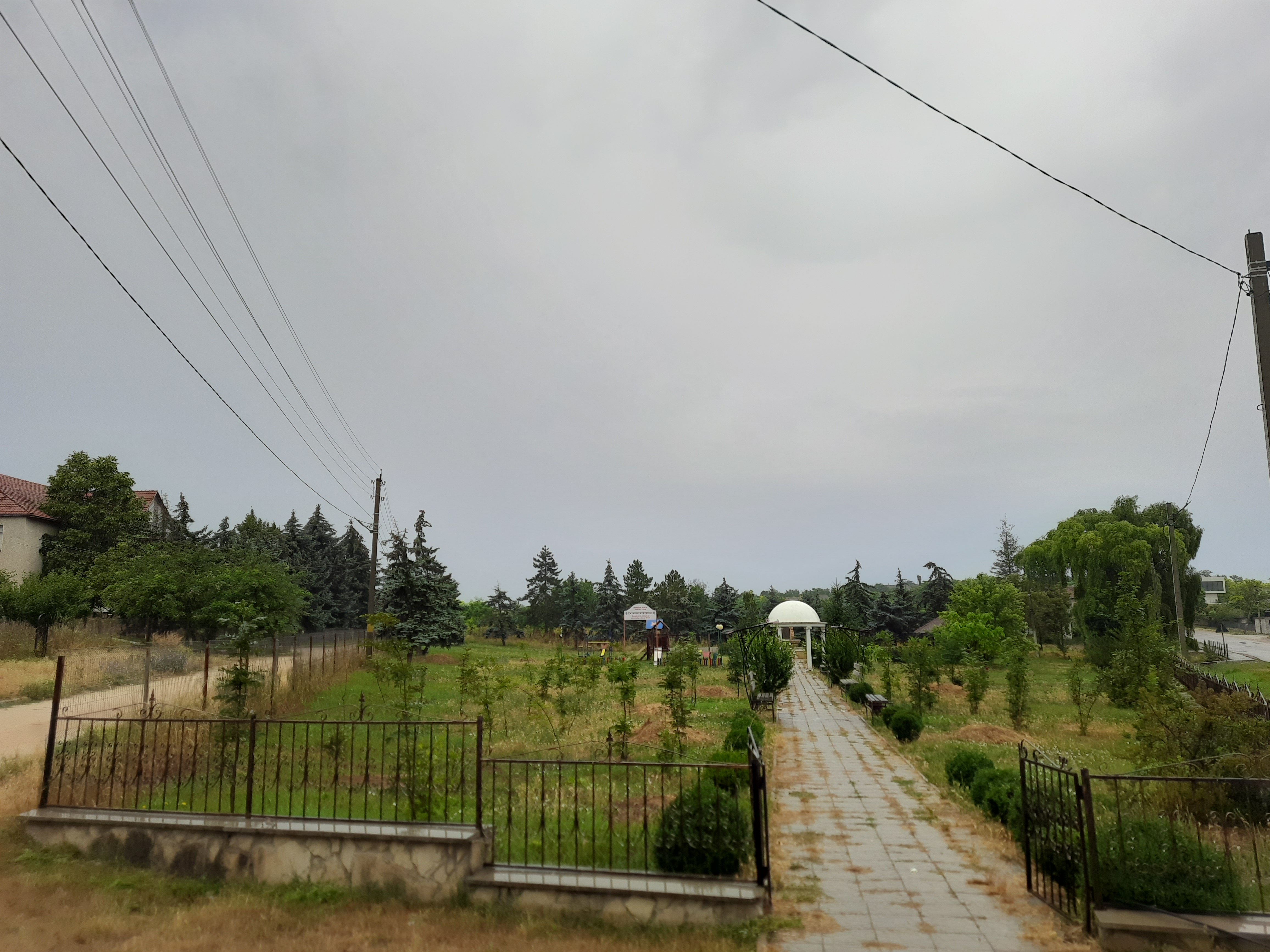
Parcul din localitate
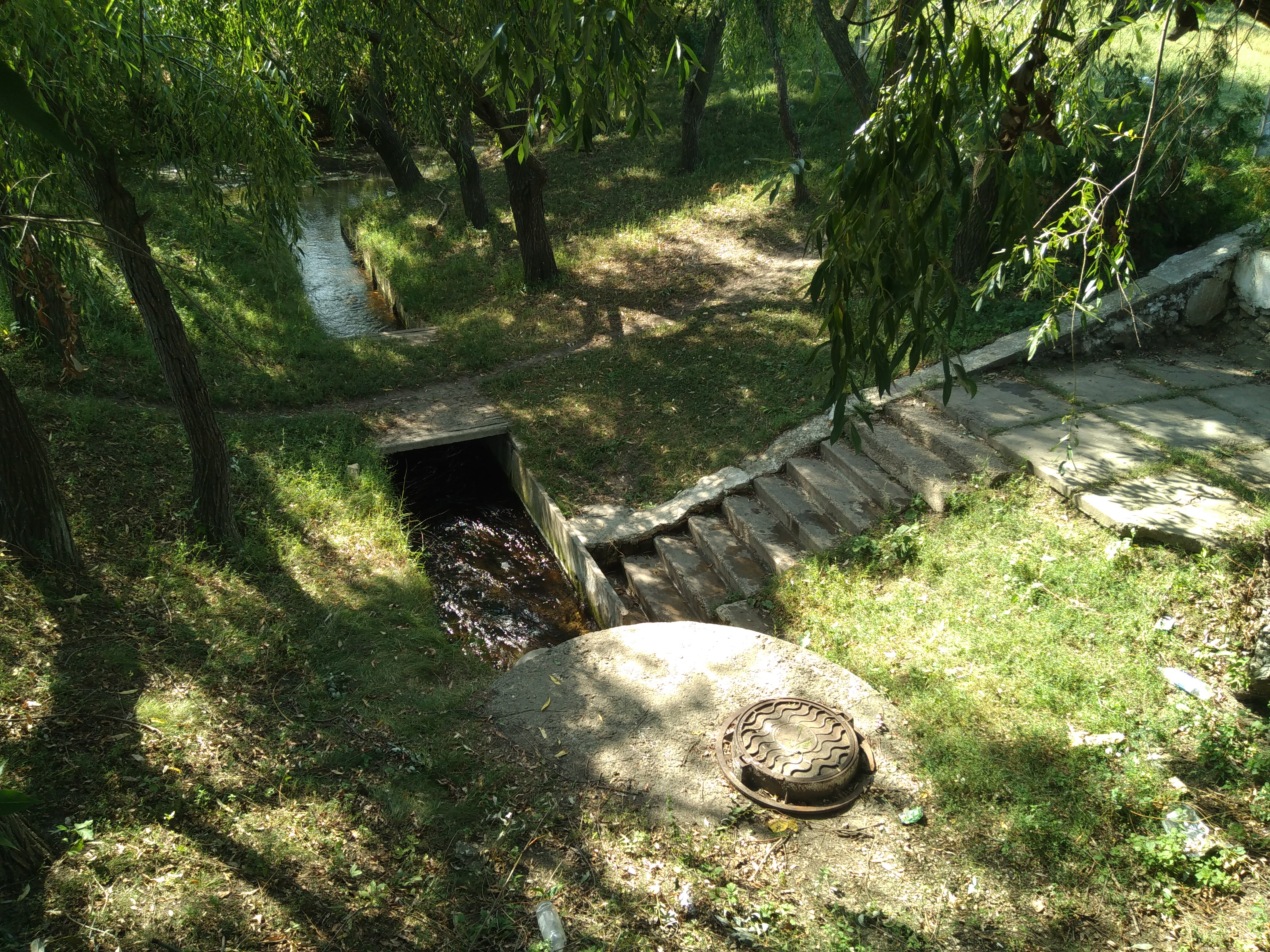
Izvorul din sat